# Julio César de León
Julio César de León Dailey (* 13. September 1979 in Puerto Cortés) ist ein ehemaliger honduranischer Fußballspieler, er spielte auf der Position eines Mittelfeldspielers.

## Karriere
Julio César de León Dailey startete seine Karriere in Europa 2001 beim italienischen Klub Reggina Calcio, wo er bereits in seiner ersten Spielzeit zum Stammspieler avancierte. Am Ende seiner ersten Saison belegte Reggina einen Aufstiegsplatz und stieg überraschend in die Serie A auf. In den folgenden zwei Spielzeiten konnte sich die Reggina mit León in der Serie A halten. In der Serie A verlor León seinen Stammplatz und zur Saison 2003/04 wechselte er zum Traditionsverein AC Florenz in die Serie B. Da er hier kaum zum Einsatz kam, wechselte León am Ende der Saison zum Serie C1-Verein SS Sambenedettese Calcio. Hier blieb er erneut nur eine Spielzeit, ehe er zum Serie-B-Verein US Catanzaro wechselte. Zur Saison 2005/06 wechselte der Honduraner zu Teramo Calcio. Doch bereits in der Winterpause kehrte León in die Serie B zurück und spielte bis zum Saisonende für US Avellino. Zur Saison 2006/07 kehrte León zu Reggina Calcio, seiner ersten Station in Italien zurück, bevor er in der Folgesaison zum CFC Genua wechselte. 
Seit der Saison 2008/09 spielt Leon für den FC Parma.